# カゼトゲタナゴ
カゼトゲタナゴ （Rhodeus smithii smithii） は、コイ目コイ科タナゴ亜科に属する淡水魚。種小名のsmithiiはリチャード・ゴードン・スミスにちなむ献名である。ニガブナをはじめ、ベンチョコ・シビンチャ・シュブタなどの地方名がある。

## 分布
日本固有亜種で、九州の北部から中部（佐賀県・福岡県・熊本県）および壱岐島（長崎県）に分布する。分布南限は熊本県八代市の球磨川で、模式産地（原記載標本の産地）は筑後川。

## 形態
全長4-5 cmとタナゴ類中でもかなり小型であるが、最小のスイゲンゼニタナゴよりはやや大きい。体型は側扁し、体高はバラタナゴより少し低く、スイゲンゼニタナゴより少し高い。体色は銀白色で、体側に1本の明瞭な暗青色の縦条、鰓蓋後部に青色小班がそれぞれ入る。縦条の前端部は細く尖っており、この点でもスイゲンゼニタナゴと異なる。メスおよび未成魚では背鰭前部に黒色斑が残る。頭部は小さく、口ひげはない。側線はないかもしくは不完全。背鰭の第1鰭条は棘条で、鰭条数は背鰭9-11、臀鰭10-11。染色体数は2n=46。
繁殖期のオスは体側前部および背部が淡青色、腹部は淡紅色、腹部下縁が黒くなる婚姻色を呈する。縦条は明るい青に、尾鰭の基部や口唇は朱赤に、臀鰭は黒で縁取られ内側は朱赤となる。吻の上部には白色の追星が出る。メスは明らかな婚姻色を発現せず、産卵管を伸長させる。

## 生態
平野部の浅い河川細流、用水路といった緩やかな水流がある淡水域に生息し、湧水の付近など水質清浄な場所を好む。食性は雑食性だが、アカムシなど小型の水生昆虫や甲殻類といった動物食に偏っている。
繁殖期は5-6月で、イシガイやマツカサガイ、小型のドブガイなどの淡水二枚貝を産卵母貝として繁殖行動をとり、貝の鰓葉内に卵を産み付ける。卵は22 ℃前後の水温では受精後46時間ほどで孵化する。前期仔魚の卵黄前部には、バラタナゴ属の特徴である翼状突起の発達がみられる。孵化後24日ほどで8 mmあまりに成長し、後期仔魚が母貝から泳ぎ出て自由生活に入る。発生過程はスイゲンゼニタナゴとほぼ同様で、このことも両者の近縁性を示している。
1年で40 mmほどの大きさとなり成熟する。自然界における寿命は2年前後であるが、飼育下では3年以上生きる場合もある。温和な性質であり、人工飼料にもよく慣れるため飼育は容易。複数での飼育が適し水槽内で繁殖させることも可能だが、二枚貝の管理は難しい。

## 保全状態評価
絶滅危惧IB類 (EN)（環境省レッドリスト）
NEAR THREATENED (IUCN Red List Ver. 3.1 (2001))
河川改修や圃場整備事業などによる水路の三面コンクリート護岸化は、本亜種を含むタナゴ類およびその産卵床となる二枚貝類の生息地破壊に直結した。農薬使用の増加や水底の富栄養化にともなう水質汚濁、肉食外来魚であるブラックバスやブルーギルの侵入も本亜種の生息を圧迫する要因となった。2007年版の環境省レッドリストでは、以前の絶滅危惧II類から絶滅危惧IB類にカテゴリの見直しがなされた。都道府県版RDBにおいては、大分県、福岡県、長崎県でそれぞれ絶滅危惧I類、佐賀県で絶滅危惧II類、熊本県で準絶滅危惧となっている。